# カナダの政党
カナダの政党では、北米に位置するカナダにおける政党制の特徴について解説する。

## 概要
カナダにおいては長期にわたって、自由党（自由主義）と進歩保守党（保守主義）に新民主党（社会民主主義）を加えた三政党が有力な全国政党として存在してきた。しかし、1945年から1988年の期間における自由党と保守党の議席占有率はほぼ80%台を推移し、政権もこの二党が交互に担ってきたことから、典型的な二大政党制の国として位置づけられてきた。
1993年総選挙で、当時の政権与党である進歩保守党が前回選挙の169議席から2議席へと歴史的惨敗を喫し、フランコフォン（フランス語話者）が多数を占めるケベック州の地域政党であるブロック・ケベコワとアルバータ州など西部諸州を地盤とするカナダ改革党がそれぞれ第1野党と第2野党へと躍り出たことで、地域主義を背景とした多党制的性格が強まった。新民主党もこの選挙で惨敗し、結党以来初めて公式政党の地位を喪失したことで、殆ど唯一の全国政党となった自由党による一強状態が続くことになった。しかし2003年末、保守合同で自由党に対抗する目的からカナダ同盟（2000年1月に改革党を改編する形で結成）と進歩保守党が合同してカナダ保守党を結成、2011年総選挙では、保守党が庶民院の過半数を制し、長らく第三党の地位に留まっていた新民主党が躍進して最大野党となり、与党か最大野党としてカナダにおける二大政党の一翼を担ってきた自由党が惨敗して第三党に転落、ブロック・ケベコワも47議席から4議席に惨敗して公式政党の地位を喪失した。
2015年総選挙では、下院の解散前の2015年6月には新民主党が保守党の支持率を上回っておりこのまま新民主・保守の二大政党制になるかと思われたが、10月になると新民主党のケベック州での支持が後退し、代わって自由党が支持を伸ばしたため、自由党が過半数を制して政権与党の地位を奪回する一方、新民主党は大きく議席を減らして第三党に逆戻りした。このため、再び自由・保守の二大政党制となっている。

## 特徴
カナダにおける政党制が大きく変化した要因として特定地域の有権者と特定地域の利益を代表する政党との強固な関係を意味する上での地域主義が強く関係している。1993年総選挙で野党第一党となったケベック連合はフランコフォンが多い同州でのみ候補者を擁立する地域政党であること。同じく同選挙で躍進した改革党もアルバータ州を初めとする保守的なアングロフォン（英語話者）が多い西部諸州で強い支持を集めた政党で、カナダ同盟を経て進歩保守党と合同しカナダ保守党となった後も基本的に保守的なアングロフォンの強い支持を集めている状況に大きな変化は無く、ケベック州のフランス系カナダ人住民からの支持はあまり得られていない。長年にわたって政権与党の座を占めてきた自由党は、カナダに政治・経済の中心地であるオンタリオ州やケベック州で強い支持を受けていたが、西部諸州の支持基盤は伝統的に弱い政党であった。こうした状況から、近年のカナダにおける政党制は地域主義によって規定されていると指摘する声が強い。

## 政党一覧

### 庶民院に議席を有している政党
- 自由党（LIB）-1861年に結成された自由主義政党。フランス系住民が多いケベック州で強い支持を得ており長期にわたって政権を担った。2006年の総選挙で下野してから党勢が低迷し、2011年の総選挙では議会第三党にまで後退したが、2015年の総選挙で過半数を制し、政権を奪回した。

- カナダ保守党（CPC）-2003年末にカナダ同盟と進歩保守党が合同して結成された保守政党、アルバータ州を初めとする西部諸州のアングロフォンで強い支持を集める。

- 新民主党（NDP）-1961年、協同連邦党を前身として発足した社会民主主義政党。結党以来、第三党の地位に留まっていたが、2011年の総選挙で第1野党に躍り出た。しかし2015年の総選挙で再度第三党にまで後退した。

- ブロック・ケベコワ（BQ）-1991年結成。ケベック州の主権確立を党是にする地域政党。
- カナダ緑の党（GRN）-1983年に結成された環境保護政党。

### 歴史的政党
- 進歩保守党-1867年に「自由保守党」として結成された。自由党と共に二大政党の一翼を担ったが、1993年総選挙で惨敗。2003年末にカナダ改革同盟と合同してカナダ保守党となったことで消滅。
- 協同連邦党-1932年に結成された社会主義政党。1961年にカナダ労働同盟と共に新民主党を結成。
- カナダ改革党-1987年に結成された右派政党。西部諸州の保守系アングロフォンの強い支持を集めていた。2000年1月にカナダ同盟へと党名変更。
- カナダ同盟-改革党を前身として2000年1月に結成された。2003年12月、進歩保守党と合同してカナダ保守党を結成。